# Índex R-word
L'Índex R-word és un índex que The Economist ha anat calculant durant anys i que mesura la probabilitat d'una recessió relacionant-la amb el nombre de vegades que aquesta paraula apareix al Washington Post i al New York Times en un trimestre.